# Roupeldange
 Roupeldange  es una población y comuna francesa, en la región de Lorena, departamento de Mosela, en el distrito de Boulay-Moselle y cantón de Boulay-Moselle.

## Demografía
| 207 | 226 | 224 | 334 | 387 | 376 |
| Para los censos de 1962 a 1999 la población legal corresponde a la población sin duplicidades (Fuente: INSEE [Consultar]) |     |     |     |     |     |